# Менхет, Менуи и Мерти
Менхет, Менуи и Мерти (Menhet, Menwi and Merti) — второстепенные жены фараона Тутмоса III. Ненарушенная могила жён была найдена местной крестьянкой в Фивах в 1916 году. В гробнице было много золотых украшений: диадемы, увенчанные головами газелей, ожерелья, браслеты, сосуды, зеркала, горшочки с кремом для лица. Две из них имеют имена западносемитского происхождения. Хотя они и похоронены вместе, но лица на их канопах не похожи друг на друга, так что они вряд ли состояли в родстве.

## Галерея

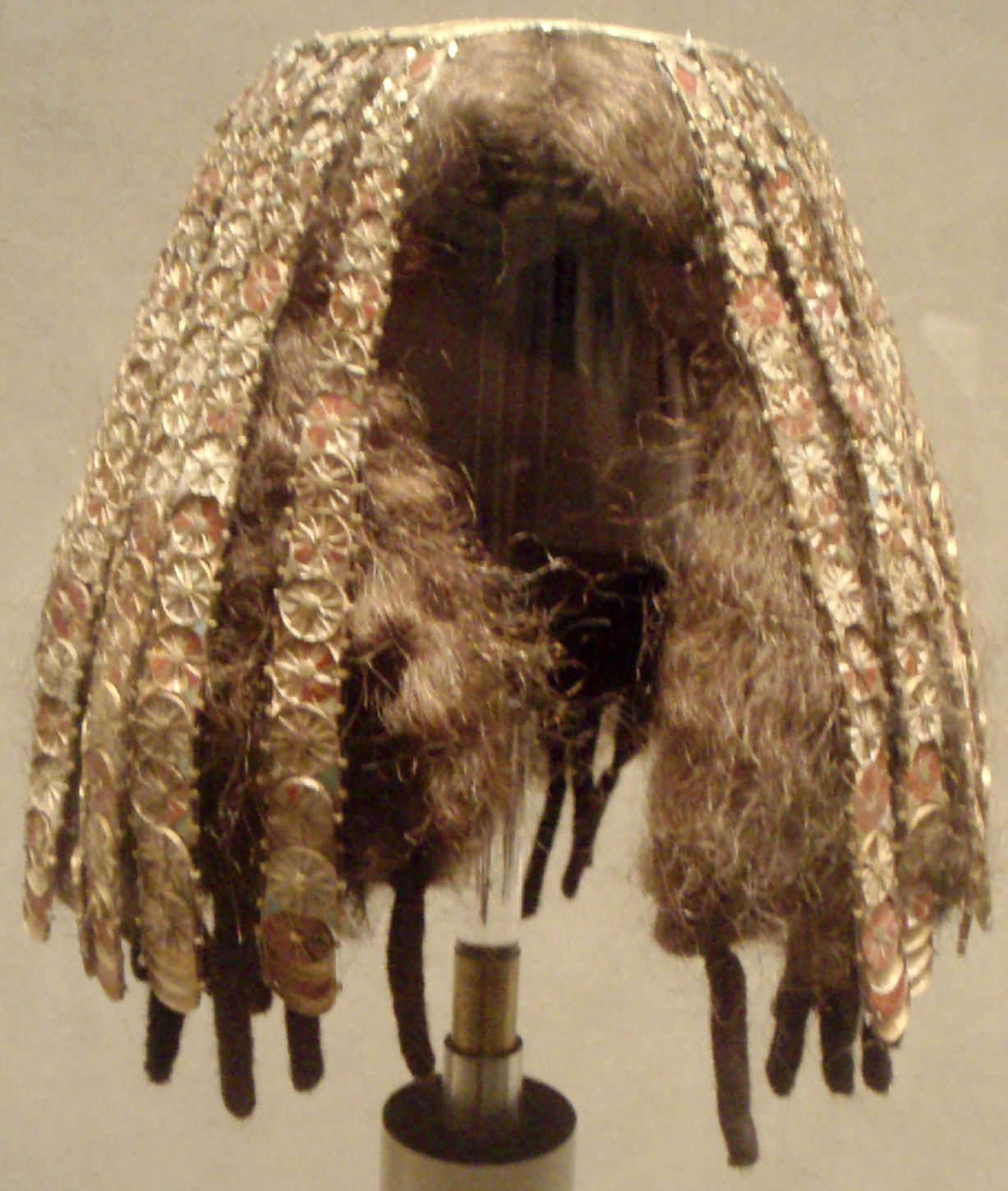
Парик. Изготовлен из золота, левкаса, сердолика, стекла и яшмы
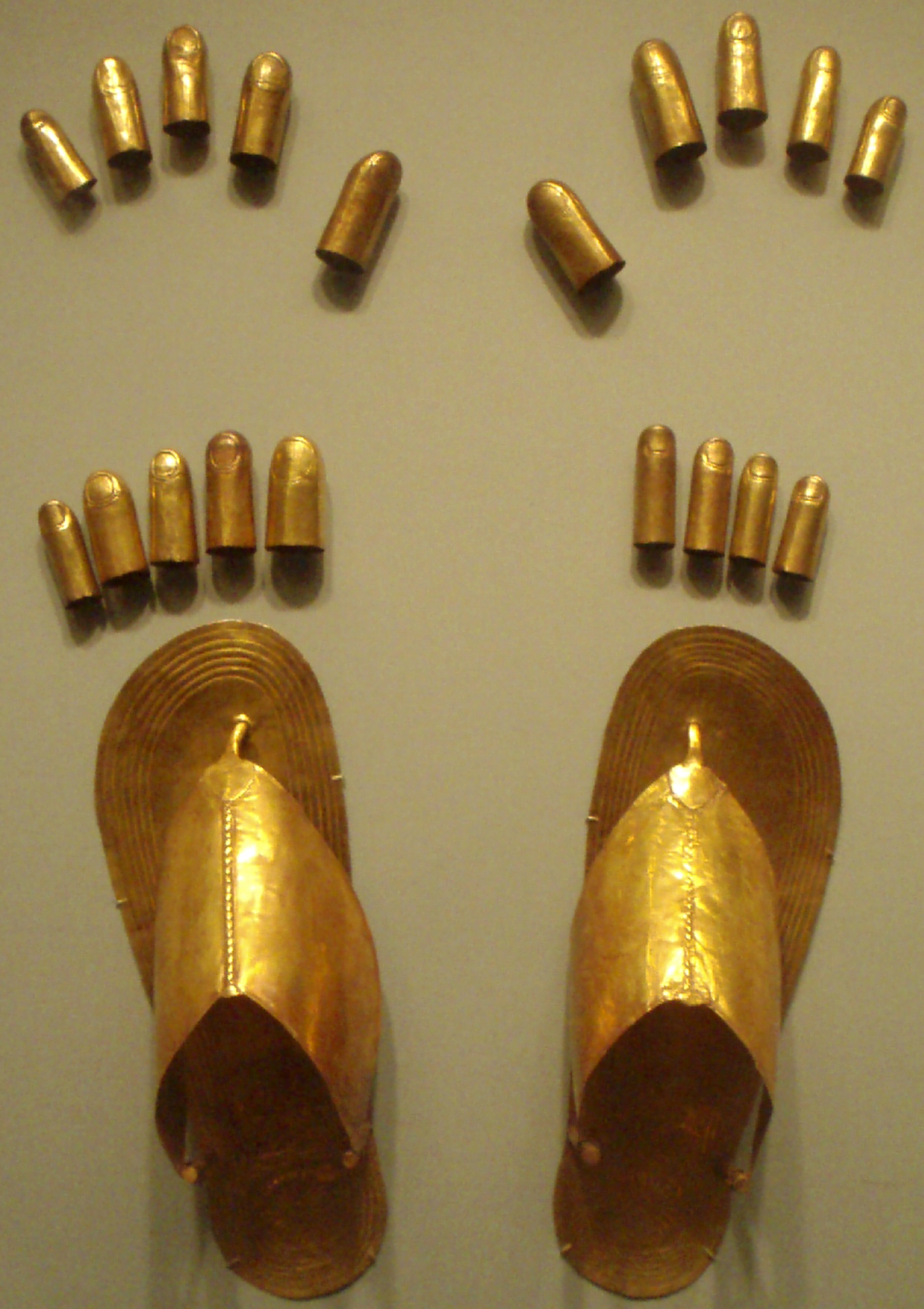
Золотые напальчники, а также сандалии, на выставке в музее Метрополитен
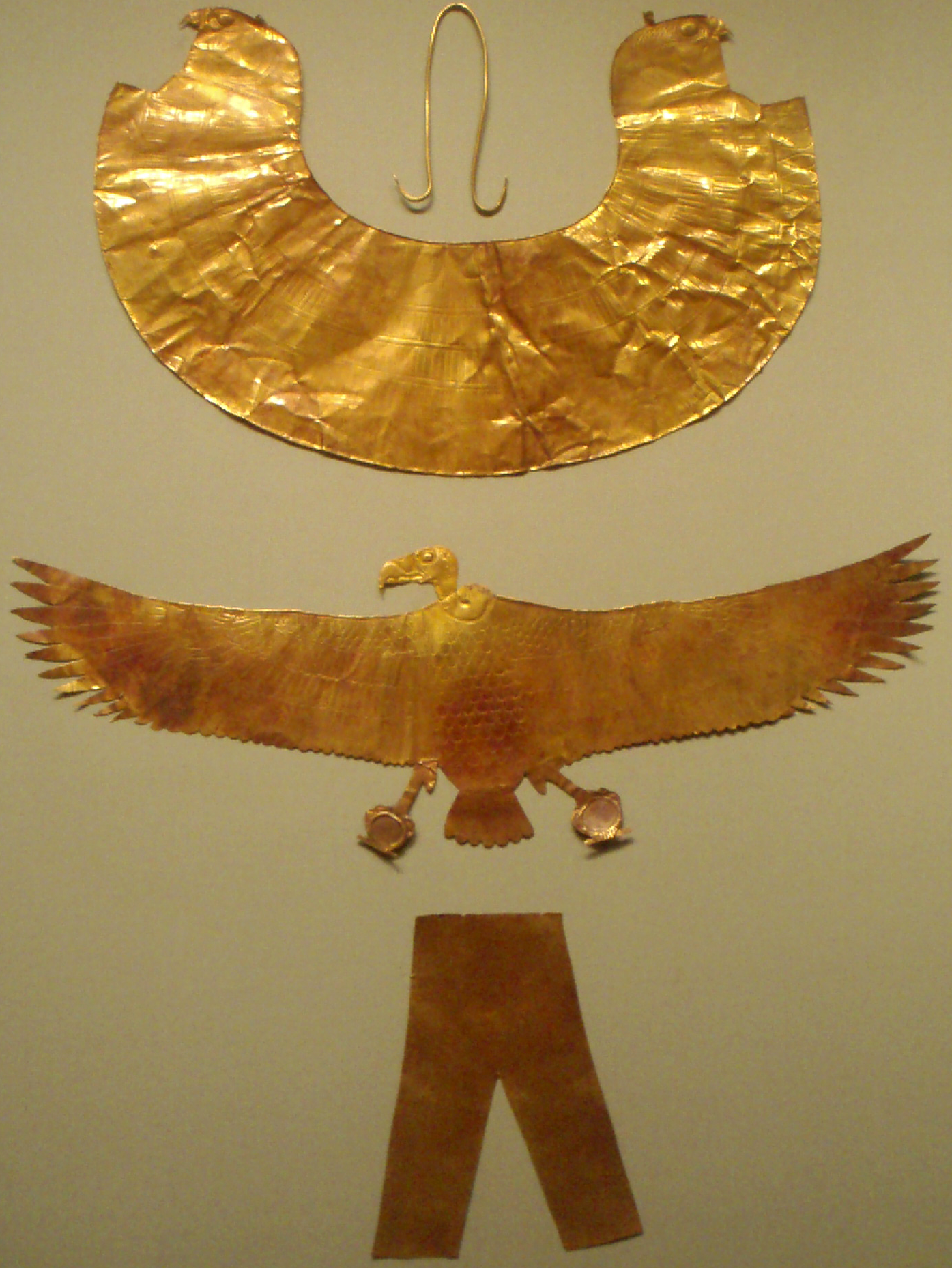
Золотая пектораль